# Trận Hague
Trận Hague diễn ra vào ngày 10 tháng 5 năm 1940, là chiến dịch tấn công không vận lớn đầu tiên của các lực lượng lính dù trong lịch sử quân sự thế giới. Nó là một phần của trận Hà Lan giữa Quân đội Hoàng gia Hà Lan và quân nhảy dù Đức. Lính Đức được thả xuống tại trong và lân cận Hague với mệnh lệnh đánh chiếm các sân bay của Hà Lan cùng với thành phố. Người Đức dự định sau khi chiếm được thành phố sẽ buộc nữ hoàng Hà Lan Wilhelmina đầu hàng và nhanh chóng đánh bại quốc gia này chỉ trong một ngày. Quân dù Đức đã thất bại trong việc bắt sống nữ hoàng Hà Lan, và bị bao vây bởi các lực lượng đối phương với vũ trang hạng nặng bảo vệ các sân bay. Tuy nhiên, với sự trợ giúp của không quân Đức, họ đã đẩy lùi được mọi nỗ lực tấn công của Hà Lan nhằm tiêu diệt các đơn vị không vận trong vòng vây và cầm cự thành công cho đến khi được các lực lượng lục quân Đức tới giải cứu.

## Kế hoạch
Quân Đức đã lên kế hoạch gây bất ngờ cho người Hà Lan khi họ không kịp phòng bị, nhờ đó cô lập bộ chỉ huy Quân đội Hà Lan. Dự tính của họ là cho máy bay bay qua không phận Hà Lan để người Hà Lan nghĩ rằng mục tiêu của họ là Anh Quốc. Sau đó họ có thể quay lại từ phía biển Bắc, tấn công vào các sân bay Ypenburg, Ockenburg và Valkenburg nhằm làm suy yếu khả năng phòng thủ của Hà Lan trước khi chiếm Hague. Họ dự kiến rằng Nữ hoàng Hà Lan và cùng Tổng tư lệnh quân đội Henri Winkelman lúc đó có thể sẽ chấp nhận đầu hàng. Trong trường hợp người Hà Lan không đầu hàng, quân Đức cũng đã vạch kế hoạch cắt đứt tất cả các con đường dẫn tới Hague để chặn đứng bất cứ cuộc phản công nào sau đó của Hà Lan.

## Cuộc tấn công của Đức
Theo kế hoạch, không quân Đức sẽ bay qua lãnh thổ Hà Lan vào sáng sớm ngày 10 tháng 5, nhưng thay vì đánh lừa cư dân Hague, cuộc hành quân này lại báo động cho họ. Các máy bay Đức vòng trở lại và oanh tạc sân bay Ypenburg vào khoảng 6 giờ sáng. Ngay sau đó, các máy bay vận tải của họ đã thả lính dù thành nhiều đợt xuống cánh đồng và các khu xung quanh của nó, mặc dù hỏa lực súng máy Hà Lan đã gây thương vong nặng nề cho lực lượng này và làm tan tác cuộc đổ bộ của họ. Nhiều máy bay đã hạ cánh và bị quân phòng thủ phá hủy hoặc bắn hỏng, làm chặn đứng các cuộc đổ quân tiếp theo. Quân dù Đức đã tấn công và đánh chiếm được tòa nhà chính của căn cứ, dựng cờ Đức báo hiệu chiến thắng. Mặc dù vậy, người Hà Lan đã xoay xở chặn được quân Đức không cho họ tiến qua Ypenburg để đột nhập Hague.
Cũng trong khoảng thời gian này, lính dù Đức đã được thả xuống đường băng tại Ockenburg. Quân phòng thủ Ockenburg không thể ngăn cản người Đức chiếm sân bay, nhưng đã cầm chân họ đủ lâu để các đơn vị bộ binh Hà Lan tới kịp và chặn đường quân dù Đức tiến vào Hague. Khi Đức bắt đầu sử dụng sân bay Ockenburg để tăng cường lực lượng, Hà Lan đã tự ném bom sân bay để ngăn cản quân Đức tiếp tục sử dụng đường băng.
Sân bay Valkenburg lúc này chưa được hoàn thiện. Giống như tại Ypenburg, quân Đức đã oanh tạc sân bay trước khi đổ quân xuống, gây thiệt hại nặng nề cho đội quân phòng thủ. Mặc dù các đợt lính dù sau đó cũng chịu tổn thất lớn, nhưng quân phòng thủ vẫn không thể ngăn cản việc Đức đánh chiếm sân bay. Tuy nhiên, do còn đang xây dựng dở, nên các máy bay vận tải Đức không thể cất cánh tại sân bay này và do đó không thể đổ thêm quân tăng viện. Nhiều chiếc đã hạ cánh ở các bãi biển gần đó và bị các máy bay cùng với một khu trục hạm Hà Lan phá hủy tại chỗ. Sau nhiều cuộc giao tranh trên mặt đất, quân Đức đã chiếm được làng Valkenburg cùng một số cây cầu và tòa nhà tại Katwijk, dọc theo sông Oude Rijn.

## Hà Lan phản công
Mặc dù chiếm được cả ba sân bay, nhưng quân Đức vẫn thất bại trong nhiệm vụ chính của mình là đánh chiếm thành phố Hague và buộc người Hà Lan phải đầu hàng. Nhờ vậy, quân đội Hà Lan đã có thể mở một cuộc phản công nhiều giờ sau đó.

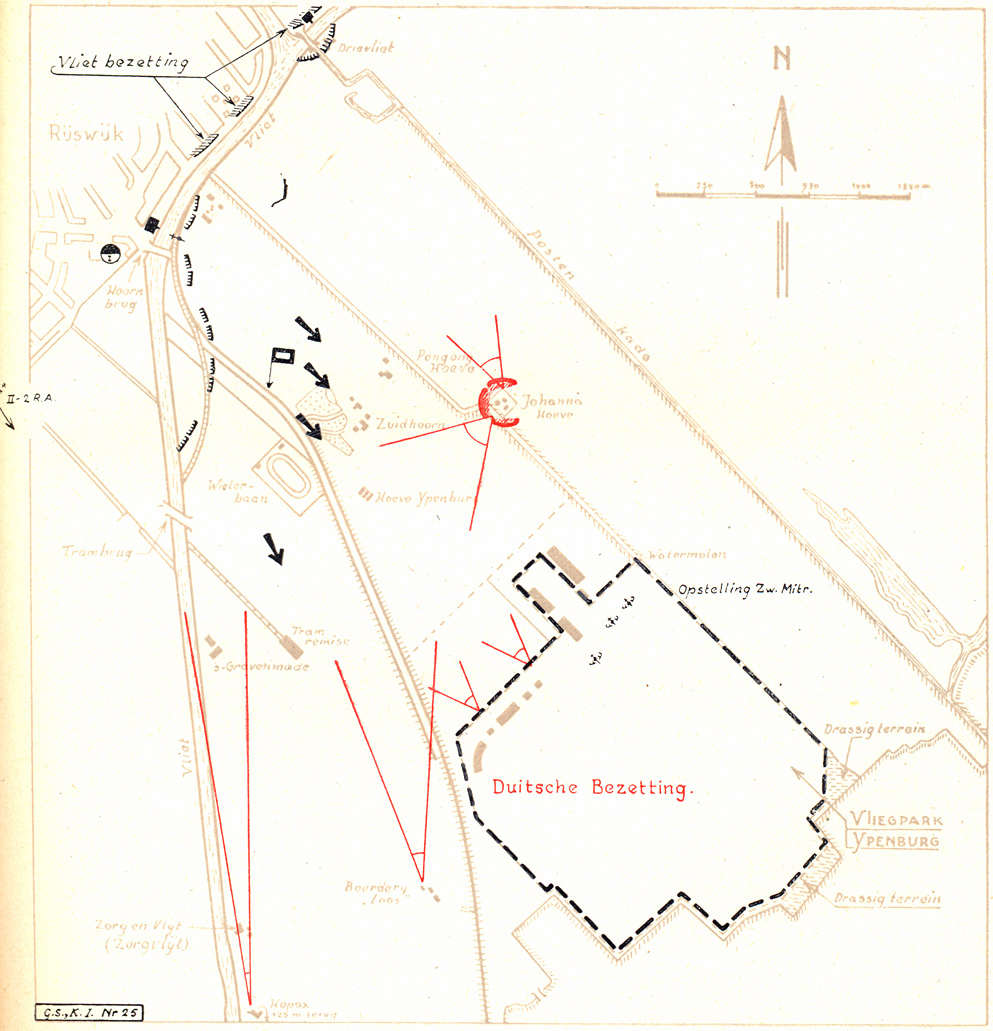
Cuộc phản công của Hà Lan tại Ypenburg

Cuộc phản công bắt đầu tại Ypenburg. Mặc dù bị yếu thế về số lượng và chỉ chiến đấu bằng số đạn dược bắt giữ của quân Đức trước đó, quân Hà Lan đã chiến đấu theo cách của mình với việc mở các cuộc tấn công bằng pháo binh gây thiệt hại nặng nề cho sân bay. Sau đòn đánh này, quân Đức buộc phải rút khỏi các tòa nhà lớn đang bốc cháy của sân bay, và như vậy là đã mất đi vị trí phòng thủ vững chắc của mình. Quân Hà Lan tràn vào được sân bay, và trong cuộc chiến sau đó, nhiều lính Đức đã buộc phải đầu hàng. Số còn lại cuối cùng cũng bị đánh bại.
Đến lượt sân bay Ockenburg cũng bị các lực lượng Hà Lan oanh tạc. Tiếp đó, quân Hà Lan tràn vào trong sân bay, buộc quân Đức phải rút lui, với nhiều người đã bị bắt sống. Tuy nhiên, một số toán quân Đức đã rút vào khu rừng ở gần sân bay và chống trả thành công với quân Hà Lan. Các lực lượng Hà Lan sau đó đã được lệnh bỏ qua họ và chuyển qua Loosduinen.
Bằng cách cô lập Leiden và Wassenaar, quân Hà Lan đã chiếm lại được một cây cầu chiến lược ở gần Valkenburg. Khi có thêm quân tiếp viện, họ bắt đầu cuộc tấn công trên bộ vào các lực lượng Đức cùng lúc mà các máy bay ném bom Hà Lan đến phá hủy các máy bay vận tải đối phương ngay trên mặt đất. Trong khi quân Đức đang thiết lập hệ thống phòng thủ ở ngoại vi sân bay, thì họ đã buộc phải rút lui trước hỏa lực dữ dội của Hà Lan. Nhiều trận chiến nhằm giải phóng các vị trí bị Đức chiếm đóng tại làng Valkenburg gần đó đã diễn ra giữa nhiều nhóm nhỏ quân của cả hai bên, phía Hà Lan có pháo binh yểm trợ từ thị trấn Oegstgeest ở gần đó, và trong quá trình đó thị trấn này đã bị tổn hại nặng nề.
Đến cuối ngày 10 tháng 5, quân Hà Lan đã chiếm lại được tất cả các sân bay bị mất, nhưng thắng lợi chiến thuật này không kéo dài được lâu do những thành công của quân Đức tại những nơi khác đã đảm bảo chắc chắn cho thất bại toàn cục của các lực lượng vũ trang Hà Lan, chỉ bốn ngày sau khi vượt qua biên giới.

## Thương vong
Phía Hà Lan có 515 người chết; còn con số bị thương không được biết, nhưng ước tính vào khoảng 1.000 người. Thương vong của Đức là 134 người chết theo nguồn của Đức, và khoảng 400 theo nguồn Hà Lan. Số bị thương, bị mất tích và bị bắt không được biết chắc chắn, nhưng các nguồn của Hà Lan tính rằng có 700 lính Đức bị thương. Số tù binh Đức cao đến bất ngờ (1.745 người) theo nguồn của Hà Lan (nguồn Đức không chỉ ra con số lớn đến như vậy, nhưng số liệu đó có thể là không đầy đủ, vì phần lớn tù binh đều đã được quân Đức giải phóng ngay sau khi cuộc chiến kết thúc.) Đức còn mất thêm 182 máy bay vận tải, trong đó có 47 chiếc bị thương. Hầu hết trong số này đều là loại Ju-52.

## Kết quả
Trận chiến đã đem lại một hậu quả không lường trước được: đó là sự thiệt hại nặng nề của các máy bay vận tải Đức. Theo sử gia, trung tá E.H. Brongers, những thiệt hại này đã ảnh hưởng trực tiếp đến việc thực hiện kế hoạch Sư tử biển nhằm vượt eo biển Manche xâm chiếm nước Anh sau đó. Đồng thời, Brongers cũng đề cập đến những thiệt hại của lực lượng máy bay vận tải Đức trong trận Crete. Do Đức không có đủ máy bay để đổ quân có hỏa lực, nên họ đã phải thả họ riêng lẻ thay vì theo nhóm, dẫn đến thương vong lớn. Kết luận của Brongers đã được sử gia, đại tá Adriaan Hakkert ủng hộ.
Lực lượng còn lại của Đức đã rút khỏi sân bay bị phân tán ra các đụn cát trong khu vực. Von Sponeck được lệnh phải đi hỗ trợ cho cuộc tấn công Rotterdam. Trong lực lượng của ông, có 1.600 người bị bắt, trong đó 1.200 người đã bị tàu áp giải đến Anh làm tù binh. Trên đường đến Rotterdam, quân của Von Sponeck đã 2 lần thoát được quân Hà Lan nhưng cuối cùng vẫn phải chuyển sang cố thủ toàn diện với 1.100 quân còn lại, và chỉ tránh khỏi sự đầu hàng nhục nhã nhờ cuộc ném bom chiến lược thành phố Rotterdam ngày 14 tháng 5 năm 1940, theo một số nguồn là do mệnh lệnh đặc biệt của Thống chế Đế chế Hermann Goering nhằm cứu Von Sponeck và kết thúc sớm cuộc chiến tại Holland. Do thất bại của chiến dịch không vận này, Hitler không còn hứng thú với "vũ khí mới" và chỉ dùng lại nó một lần duy nhất trong cuộc tấn công đảo Crete năm 1941, nơi bắt buộc phải tấn công bằng đường không vận. Khối quân dù Đức bị vây đã trốn tránh được các đòn tấn công của đối phương tại làng Valkenburg cho đến khi Hà Lan đầu hàng ngày 14 tháng 5.